# Schah Tscheragh

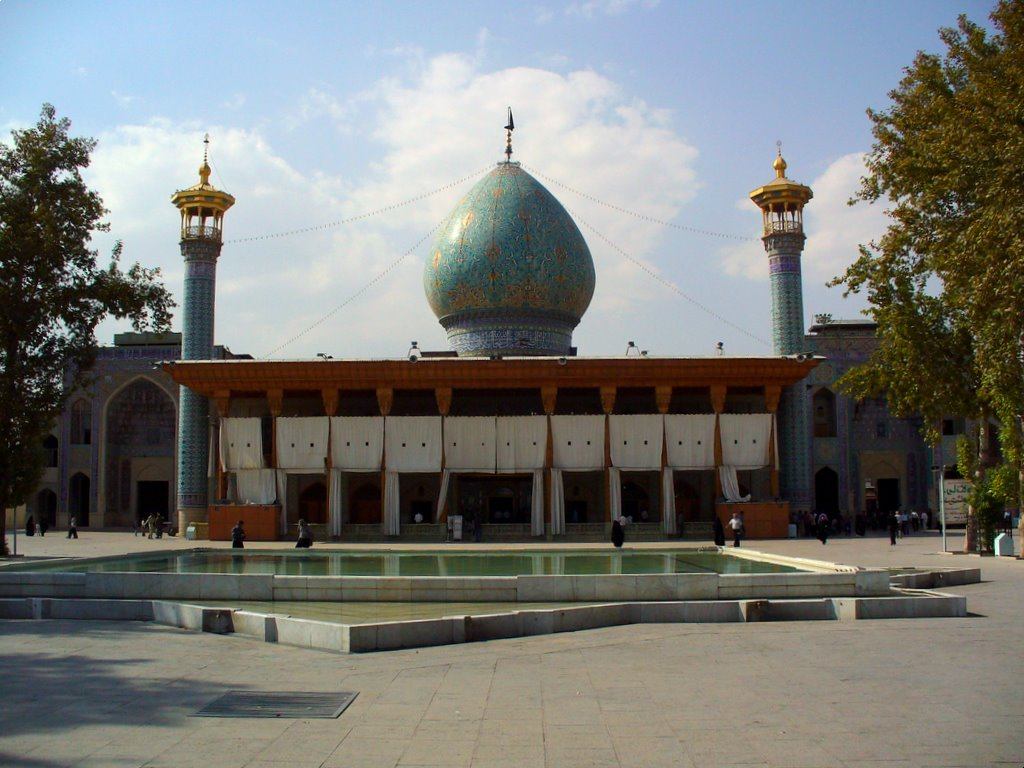
Mausoleum Schāh Tscherāgh in Schiras

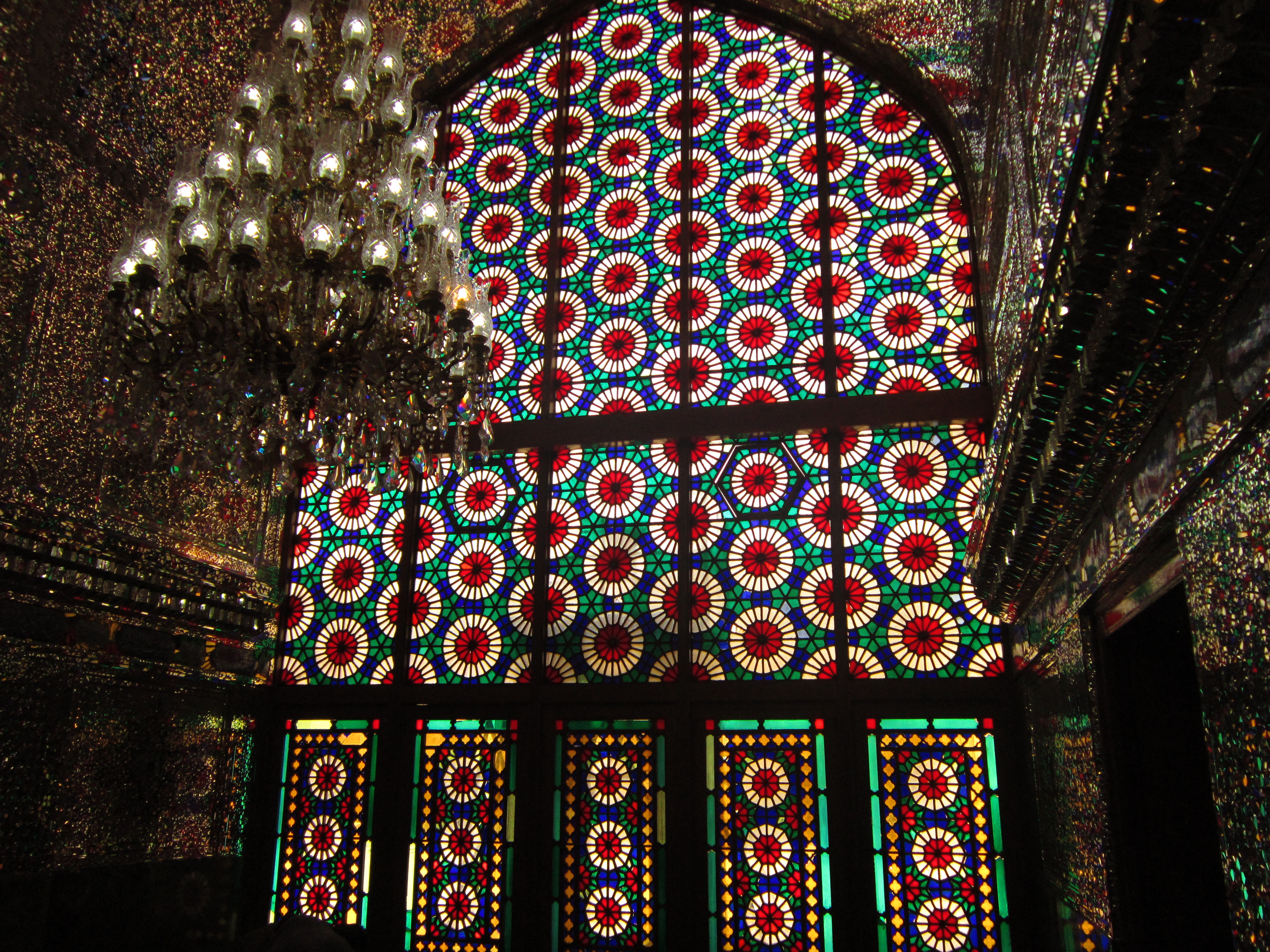
Schah Tscheragh, Innenraum

Schah Tscheragh (persisch شاه چراغ, DMG Šāh-e Čerāġ, ‚König des Lichts‘) ist die in der iranischen Stadt Schiras liegende Begräbnisstätte von Amir Ahmad (gestorben 835), genannt „König des Lichts“, und Mir Muhammad. Beide waren Brüder des Imam Reza, die vor der Verfolgung durch die Abbasiden in Schiras Zuflucht gefunden hatten. Das Doppel-Mausoleum ist eine der bekanntesten Pilgerstätten der Schiiten im Iran. Es befindet sich in der Nähe der Neuen Moschee.
Der erste Bau wird dem salghuridischen Atabeg Saʿd I. (reg. 1198–1226) zugeordnet. Während der Regentschaft der Timuriden im 14. Jahrhundert ließ die kunstinteressierte Königin Taschi-Chatun den Bau renovieren und weiterentwickeln. Weitere Renovierungen folgten im 18. Jahrhundert. Während der Regentschaft des Kadscharenherrschers Fath Ali Schah wurde der Bau um einige Sektionen erweitert, 1958 die Kuppel erneuert.
Das Mausoleum zeichnet sich durch kunstfertige Spiegelarbeiten aus. Unzählige fein gearbeitete Kacheln bedecken die Kuppel über dem Schrein. Den Innenraum schmücken Glasstückchen, die mit mehrfarbigen Kacheln durchmischt sind.